# Illuminés
Os Illuminés da França ou somente Illuminés foi um movimento que parece ter chegado a França a partir de Sevilha, em 1623, e alcançou a seguir a Picardia, quando se juntou em 1634, Pierre Guérin, paroco de Saint-Georges de Roye, cujos seguidores, conhecidos como Gurinets, foram suprimidos em 1635. 
Em 1625, Pierre Guérin (1596-1654), pároco de Saint-Georges de Roye em Picardia abre uma escola para jovens cuja formação é confiada às mulheres. Por motivos de ciúme ou inimizade, Guerin e professores, sob a alcunha de "Guerinet", são acusados por um rumor de heresia por suposta associação aos Alumbrados da Espanha, tal como apresentado no edital de Sevilha, em 1623. Sob a ordem de Richelieu, e a influência do Padre José, Guerin é preso e interrogado em 1630 e 1634. Ele é absolvido e libertado duas vezes, sem estar mais preocupado, instala sua escola em Brie-Comte-Robert, em Île da França, depois da tomada de Roye pelos espanhóis em 1636. Mas o boato persiste e é amplificado durante o século XVII após a sua condenação, em Sevilha, os Illuminés teriam vencido Picardie pela Holanda Espanhola, e teriam contando com até 60 000 "Guerinets". .
Um século depois, outro grupo mais obscuro dos Illuminés surgiu no sul da França, em 1722, possivelmente associado com os Alumbrados, e parece ter perdurado até 1794, tendo afinidades com aqueles conhecidos contemporaneamente no Reino Unido como "Profetas Franceses", um ramo dos Camisards.
Durante os períodos moderno e contemporâneo, foi designado pelo termo "Illuminés" (e, mais recentemente Illuminati) um número de grupos (alguns dos quais têm reivindicado o título), mais ou menos marginal e secreto, e muitas vezes em conflito com autoridades religiosas ou políticas. Embora as doutrinas desses grupos têm sido variadas e por vezes contraditórias, a confusão entre eles tem sido muitas vezes mantida por seus adversários, e esta confusão levou às teorias de conspiração de uma sociedade secreta atuando através da história. 